# Кверче д'Орландо (Витербо)
Кверче д'Орландо је насеље у Италији у округу Витербо, региону Лацио.
Према процени из 2011. у насељу је живело 49 становника. Насеље се налази на надморској висини од 492 м.